# 郷賢祠
郷賢祠（きょうけんし）は、広島県竹原市田ノ浦2丁目にある霊社。郷土の賢人を祠ったものであり、市の史跡に指定されている。

## 歴史
1827年（文政10年）に藩校教授である頼杏坪によって創始された。頼杏坪は儒学者であり、儒学を政治に実践し、思想や教育から社会の秩序を維持しようとした。しかし当時、江戸幕府の秩序は動揺していたため、過去の上層町人を祀る霊社をつくりした文化的伝統を確認しようとしたと思われる。このため、社には町人文化になった人が中心となって祀られている。
1891年（明治24年）に創立者の頼杏坪、1899年（明治32年）に学者の中村三理を追祀して祭神は22神となった。
当初は磯宮の境内にあったが、1923年（大正12年）に竹原小学校の校庭に移され、戦後現在の位置となった。
1963年（昭和38年）に市の史跡に指定された。

## 祭神一覧
- 唐崎信通：真振霊神。
- 唐崎彦明：衛道霊神。
- 唐崎士愛：八百道霊神。
- 寺本立軒：多智都霊神。
- 頼惟清：清翁霊神。
- 頼惟疆：温清霊神。
- 塩谷貞敏：志帥霊神。
- 吉井正伴：柴籬霊神
- 木村好賢：好古霊神。
- 木村政信：信古霊神。
- 笠井貞之：佐駄牟霊神。
- 菅忠篤：安都之霊神。
- 吉井元庸：元々霊神。
- 村上貞之：磐村霊神。
- 笠井貞直：須奈保霊神。
- 吉井貞栄：栄樹霊神。
- 本庄貞居：幽契霊神。
- 吉井豊庸：能布留霊神。
- 道工彦文：文彦霊神。
- 道工彦文：孝敬霊神。
- 頼杏坪：惟柔霊神。
- 中村三理：理彦霊神。

## アクセス
住所
広島県竹原市田ノ浦２丁目４
交通アクセス
JR竹原駅から徒歩約15分